# Eygues
L'Eygues /ɛɡ/ (oppure Aigues o Aigue) è un fiume del sud-est della Francia, affluente di sinistra del Rodano.
Nel suo percorso interessa i dipartimenti della Drôme, delle Alpi dell'Alta Provenza e della Vaucluse.
Il nome, in qualsiasi forma lo si dica, significa acqua.

## Percorso
Nasce ai piedi del Monte di Peyle, situato nelle prealpi delle Baronnies, tra i dipartimenti della Drôme e delle Alpi dell'Alta Provenza. Scorre verso ovest attraversando il comune di Nyons. Quando entra nel dipartimento della Vaucluse viene chiamato soprattutto Aigues. Infine si getta nel Rodano a Caderousse.

## Principali affluenti
- l'Esclate
- l'Armalauze
- l'Oule
- l'Ennuye
- le Rieu e le Rieu Sec
- le Bentrix
- Le Lauzon